# كأس إسكتلندا 1954–55
كأس اسكتلندا 1954–55 (بالإنجليزية: 1954–55 Scottish Cup)‏ هو موسم من كأس اسكتلندا. فاز فيه نادي كلايد.